# Eiga Doraemon: Nobita no himitsu dōgu museum
Eiga Doraemon: Nobita no himitsu dōgu museum (映画ドラえもん のび太のひみつ道具博物館?) è un film d'animazione del 2013 diretto da Yukiyo Teramoto.
È il trentaduesimo film per bambini (kodomo) tratto dalla serie giapponese Doraemon di Fujiko F. Fujio

## Trama
La campanella che Doraemon porta sempre al collo viene misteriosamente rubata: insieme a Nobita, Shizuka, Gian e Suneo dovrà perciò recarsi nel misterioso "Museo dei Chiusky" per cercare di ritrovarla. Là faranno la conoscenza di un ragazzo, Kurutou, che si offrirà di aiutarli nella ricerca della campanella.

## Colonna sonora

### Sigle
| Giappone | Giappone                                          | Giappone                  | Giappone |
| Tipo     | Titolo                                            | Cantante                  |          |
| -------- | ------------------------------------------------- | ------------------------- | -------- |
| Opening  | Yume o kanaete Doraemon (夢をかなえてドラえもん?) | mao, Himawari Kids (coro) |          |
| Ending   | "Mirai no Museum" (未来のミュージアム?)           | Perfume                   |          |